# Grease (videogioco)
Grease è un videogioco party/musicale pubblicato per Nintendo Wii e Nintendo DS e basato sul film Grease - Brillantina. La 505 Games ha dichiarato di aver sviluppato il videogioco insieme alla Paramount Digital Entertainment come parte di una partnership.

## Modalità di gioco
Nel videogioco, il giocatore controlla i personaggi di Grease che dovranno danzare e cantare sulle canzone della colonna sonora del film, via Wii Remote e microfono.